# Christoph Augsten
Christoph Augsten (* 4. Juli 1961 in Hamburg) ist ein ehemaliger deutscher Eishockeyspieler, der unter anderem zehn Jahre lang für den Kölner EC in der Bundesliga aktiv war und mit dem KEC dreimal Deutscher Meister wurde.

## Karriere
Christoph Augstens Eishockeykarriere begann Anfang der 1970er Jahre in den Nachwuchsmannschaften des damals neu gegründeten Kölner EC (KEC). 1975 war er der auffälligste Akteur, als der KEC erstmals die NRW-Schülermeisterschaft gewannen. In den folgenden Jahren wurde er auch mehrfach in Junioren-Nationalmannschaften des Deutschen Eishockey-Bundes berufen. Mit der U18-Auswahl nahm er an zwei Europameisterschaften teil, für die U20-Nationalmannschaft fuhr er zu zwei Weltmeisterschaften.
Zur Saison 1979/80 stieg Augsten in die Bundesliga-Mannschaft des KEC auf. Bei seinem Debüt am 7. September 1979 gegen den EV Füssen erzielte er sein erstes Tor. Er blieb acht Jahre lang Teil des Bundesliga-Teams und feierte mit dem KEC dreimal die Deutsche Meisterschaft. Als Teil des so genannten „Bullensturms“ machte er insbesondere im Vorfeld des ersten Meistertitels in der Spielzeit 1983/84 gemeinsam mit Rainer Philipp und Drew Callander auf sich aufmerksam. In der Saison 1986/87 unterbrach er seine Karriere für einige Monate, um seine Diplomarbeit zu schreiben.
Anschließend spielte Augsten noch einige Jahre in der 2. Bundesliga. Zunächst lief er für den Herner EV auf, wo er ab dem November 1987 zeitweise als Spielertrainer tätig war. Nach einer Saison beim ERC Westfalen Dortmund wurde er zur Spielzeit 1989/90 vom EV Füssen als Cheftrainer verpflichtet. Nach nur einem Jahr kehrte er allerdings aufs Eis zurück und verbrachte noch zwei Saisons beim ECD Sauerland. Mit einer weiteren Spielzeit beim inzwischen in die Regionalliga abgestiegenen ERC Westfalen Dortmund ließ er seine Karriere ausklingen.

## Erfolge und Auszeichnungen
- 1975 NRW-Schülermeister mit dem Kölner EC
- 1984 Deutscher Meister mit dem Kölner EC
- 1986 Deutscher Meister mit dem Kölner EC
- 1987 Deutscher Meister mit dem Kölner EC

## Karrierestatistik

### International
Vertrat Deutschland bei:
- U18-Junioren-Europameisterschaft 1978
- U18-Junioren-Europameisterschaft 1979
- U20-Junioren-Weltmeisterschaft 1980
- U20-Junioren-Weltmeisterschaft 1981

(Legende zur Spielerstatistik: Sp oder GP = absolvierte Spiele; T oder G = erzielte Tore; V oder A = erzielte Assists; Pkt oder Pts = erzielte Scorerpunkte; SM oder PIM = erhaltene Strafminuten; +/− = Plus/Minus-Bilanz; PP = erzielte Überzahltore; SH = erzielte Unterzahltore; GW = erzielte Siegtore; 1 Play-downs/Relegation; Kursiv: Statistik nicht vollständig)